# Alma legal
Alma legal es una telenovela original mexicana transmitida por TV Azteca, producida por Genoveva Martínez y protagonizada por Gabriela de la Garza y Erik Hayser, con las participaciones antagónicas de Roberto Montiel, Ángeles Cruz y Estela Calderón y la participación estelar de José Alonso.

## Personajes
- Gabriela de la Garza - Blanca Lumino
- Erik Hayser - Flavio Montes
- José Alonso - Víctor Montes
- Roberto Montiel - Marcos
- Ángeles Cruz - Nainda
- Estela Calderón - Berenice
- Alexander - Lorenzo
- Mario Loria - Gabriel
- Hugo Catalán - Santos
- Wendy de los Cobos Helena
- Maricarmen Farías - ¨Lichita¨
- Iván Bronstein - Lic. Montiel
- Sergio Bonilla - Gilberto
- Chucho Reyes - Leandro
- Sergio de Bustamante - Manuel
- Wendy Braga - Ivonne
- Karla Rico - Lic. Carrera
- Silvia Carrillo - Francine

- Javier Escobar - Bruno
- Joanydka Mariel -
- Francisco Barcala - Comandante Ramírez